# Spellbreaker
Spellbreaker est un jeu vidéo de fiction interactive conçu par Dave Lebling et publié par Infocom à partir de 1985 sur Amiga, Amstrad CPC, Apple II, Atari 8-bit, Atari ST, Commodore 64, MS-DOS. Il est le troisième volet de la trilogie Spellbreaker après Enchanter et Sorcerer,. Le jeu s'est vendu à plus de 40 000 exemplaires entre 1985 et 1988.